# Dionisi Soter
Dionisi Soter (grec antic: Διονύσιος Σωτήρ, 'el Salvador') fou un rei indogrec del Panjab oriental
Segons Osmund Bopearachchi va regnar vers 65 a 55 aC i va heretar la part oriental del regne del seu probable pare Apol·lòdot II amb el qual el rei comparteix l'epítet i utilitzen a les monedes el revers comú de Pal·las Atena, cosa que fa plausible una relació estreta encara que el parentiu exacte no pugui ser determinat, ja que les úniques fonts són les monedes. R. C. Senior el data uns deu anys més tard. Antics experts com Ahmad Hasan Dani van datar a Dionisi molt més aviat, vers 115 i 100 aC i el consideraven governant de la vall del Swat i Dir (ciutat) com a successor de Polixen Epífanes Soter, però aquesta datació ha quedat obsoleta.
Dionisi fou pressionat segurament per les invasions indoescites i segurament també va haver d'enfrontar a Hipòstrat Soter, un rei més important (potser el seu germà) que havia heretat la meitat occidental del regne d'Apol·lòdot II. El nom Dionisi deriva del deu olímpic Dionís que segons la mitologia grega fou rei de l'Índia.

## Monedes

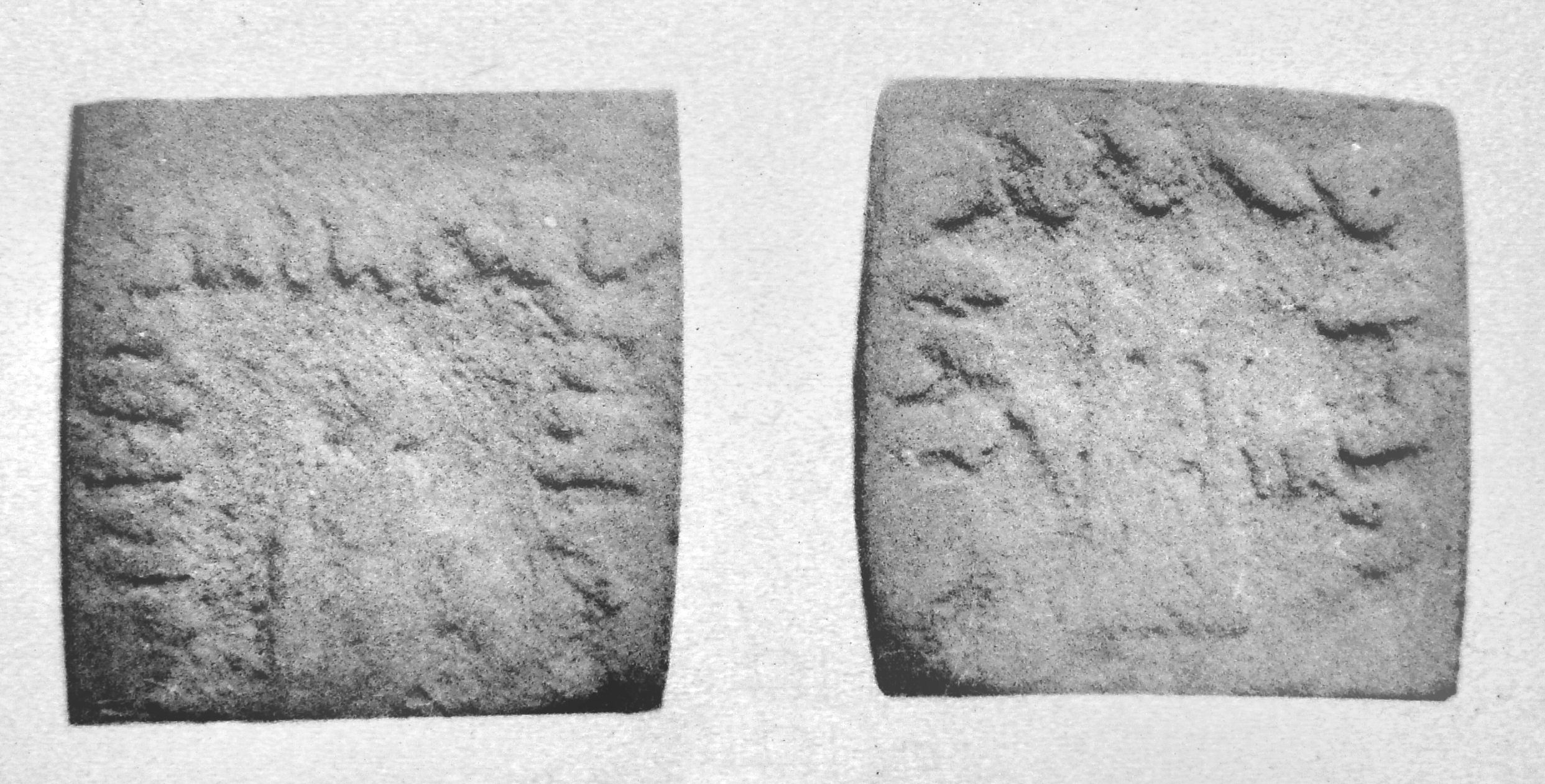
Monedes de Dionisi

Dionisi fou el primer dels darrers reis indogrecs que va emetre dracmes de plata, però no tetradracmes, el que sembla degut als seus limitats recursos. A la cara del davant de les monedes apareix la cara del rei amb diadema i a la del darrere Atena Alcidemos. A les monedes de bronze hi ha Apol·lo al davant i un trípode de sacrifici al darrere. Aquestos models deriven d'Apol·lòdot II; la qualitat de la imatge del rei és inferior a la de la major part dels reis anteriors. Segons Bopearachchi, Dionisi va heretar només les fàbriques de moneda inferiors que s'associen a les del Panjab oriental.